# Governo Conte I
Il governo Conte I è stato il sessantacinquesimo esecutivo della Repubblica Italiana, il primo della XVIII legislatura, il quinto governo della Repubblica guidato da un non parlamentare.
È rimasto in carica dal 1º giugno 2018 al 5 settembre 2019, per un totale di 461 giorni, ovvero 1 anno, 3 mesi e 4 giorni.
È stato un governo di coalizione nato da un accordo tra Movimento 5 Stelle e Lega dopo le elezioni politiche del 4 marzo 2018. Dai colori tradizionalmente adottati dai due partiti, il governo è stato spesso chiamato dalla stampa "governo giallo-verde".
Giuseppe Conte ricevette l'incarico di formare un nuovo governo dal presidente della Repubblica Sergio Mattarella il 31 maggio 2018, a cui il giorno stesso propose la lista dei ministri. Il governo ottenne la fiducia del Senato della Repubblica il 5 giugno 2018 con 171 voti favorevoli, 117 contrari e 25 astenuti. Il giorno seguente ottenne la fiducia anche dalla Camera dei deputati con 350 voti favorevoli, 236 contrari e 35 astenuti.
Nella serata del 20 agosto 2019 Conte ha rimesso il mandato nelle mani del presidente della Repubblica, rassegnando così le dimissioni dalla carica di presidente del Consiglio dei Ministri, al termine di un lungo e animato confronto in Senato dovuto ad una mozione di sfiducia presentata dalla Lega, ritirata nel corso della stessa discussione parlamentare. Il governo resta in carica per il disbrigo degli affari correnti fino al 5 settembre, giorno in cui presta giuramento il governo Conte II.

## Contesto

### Formazione del governo
Dopo una crisi istituzionale durata quasi tre mesi, Giuseppe Conte, all'epoca pressoché sconosciuto al grande pubblico, venne indicato per il ruolo di presidente del Consiglio da Movimento 5 Stelle e Lega il 14 maggio 2018, che avevano stipulato un accordo programmatico, ricevendo poi l'incarico di formare un nuovo governo dal Presidente della Repubblica Sergio Mattarella il 23 maggio 2018, accettandolo con riserva. Il successivo 27 maggio, però, Conte rimise il mandato a causa del mancato accordo con Mattarella sulla nomina di Paolo Savona al Ministero dell'economia e delle finanze. Il presidente della Repubblica incaricò quindi l'economista Carlo Cottarelli di formare un "governo neutrale" che accompagnasse il Paese a ravvicinate nuove elezioni.
Il 31 maggio, essendosi nuovamente create le condizioni per un governo politico, Cottarelli rimise a sua volta il mandato ricevuto; lo stesso giorno Conte venne incaricato per la seconda volta di formare un nuovo governo, accettando questa volta senza riserva e proponendo immediatamente la lista dei ministri.
Il nuovo governo entrò in carica prestando giuramento nelle mani del Presidente della Repubblica, come previsto dalla Costituzione, il 1º giugno 2018.

### Accordo di governo

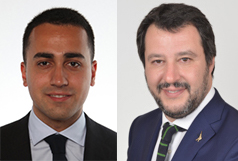
Luigi Di Maio e Matteo Salvini, firmatari del contratto di governo.

Movimento 5 Stelle e Lega hanno sottoscritto un accordo di governo, chiamato Contratto per il Governo del Cambiamento.
L'accordo prevede:
- l’aumento dei centri di rimpatrio, la riduzione di sbarchi di migranti e richiedenti asilo dall'Africa e dal Medio Oriente, nonché l'espulsione di coloro che non godono del diritto di asilo.
- l’introduzione della no tax area per le famiglie con basso reddito (già istituita con la Legge n. 289 del 2002 e attiva con varie modalità[13]) e della flat tax per i privati oltre che per le imprese. Quest'ultima proposta ha ricevuto critiche in quanto in contrasto con l'articolo 53 della Costituzione che prescrive che il sistema tributario debba essere "improntato a criteri di progressività".[14]
- l'introduzione di un reddito minimo garantito (c.d. reddito di cittadinanza) fissato fino a 780 euro mensili per la persona singola e della pensione di cittadinanza per chi vive sotto la soglia di povertà.[15]
- il taglio dei vitalizi ai parlamentari (ossia il ricalcolo con metodo contributivo dei vitalizi anche per gli ex-parlamentari: i vitalizi erano stati già eliminati a partire dal 1º gennaio 2012[16]) e ai consiglieri regionali, la riduzione del numero dei parlamentari (400 deputati e 200 senatori); la razionalizzazione dell'uso delle auto blu e degli aerei di Stato.[17]
- di proporre misure per favorire la democrazia diretta, quali l'introduzione dei referendum propositivi, l'abolizione del quorum per i referendum abrogativi e l'obbligo per il Parlamento di calendarizzare i disegni di legge di iniziativa popolare;[18] L'attuazione di tali proposte spettava a Riccardo Fraccaro, ministro per i rapporti con il Parlamento e la democrazia diretta.
- l’impegno a riformare il servizio sanitario nazionale per ridurre al minimo le inefficienze e lo spreco di risorse, preservando comunque l'autonomia regionale in materia di servizi sanitari, lasciando al governo centrale il compito di indicare i livelli essenziali di assistenza.[19]
- il miglioramento della rete di trasporto dell'acqua, riducendo al minimo le perdite e bonificando le tubazioni dalla presenza di amianto e piombo.[20]
- la tutela del Made in Italy, promuovendo i prodotti italiani all'interno dei trattati commerciali tra l'Unione europea e gli altri paesi e proteggendo il marchio del Made in Italy attraverso un'etichettatura adeguata.[21]
- l’impegno ad accrescere la consapevolezza in merito alle questioni riguardanti l'ambiente, applicando misure di prevenzione e mantenimento dell'ambiente al fine di mitigare i rischi connessi alle frane, all'idrogeologia e alle inondazioni, promuovendo un'economia verde e sostenendo la ricerca e l'innovazione per il settore delle fonti di energia rinnovabili.[22]
- il superamento della riforma Fornero, permettendo l'uscita dal lavoro quando la somma dell’età e degli anni di contributi del lavoratore è almeno pari a 100 («quota 100»). I partiti si impegnano inoltre a prorogare la misura sperimentale «opzione donna» che permette alle lavoratrici con 57-58 anni di età e 35 anni di contributi di andare in quiescenza subito con il regime contributivo.[17]

## Compagine di governo

### Appartenenza politica
L'appartenenza politica dei membri del Governo si può così riassumere:
| Partito | Partito                                   | Presidente | Vicepresidenti | Ministri | Viceministri | Sottosegretari | Totale |
| ------- | ----------------------------------------- | ---------- | -------------- | -------- | ------------ | -------------- | ------ |
|         | Movimento 5 Stelle                        | -          | 1              | 7        | 3            | 22             | 33     |
|         | Lega per Salvini Premier                  | -          | 1              | 5        | 3            | 15             | 24     |
|         | Indipendenti                              | -          | -              | 2        | -            | 1              | 3      |
|         | Indipendenti di area M5S                  | 1          | -              | 1        | -            | -              | 2      |
|         | Indipendenti di area LSP                  | -          | -              | 1        | -            | 1              | 2      |
|         | Movimento Associativo Italiani all'Estero | -          | -              | -        | -            | 1              | 1      |

### Provenienza geografica

Ripartizione geografica dei ministri del Governo Conte I

La provenienza geografica dei membri del Governo, al momento della loro nascita, si può così riassumere:
| Regione               | Presidente | Vicepresidenti | Ministri | Viceministri | Sottosegretari | Totale |
| --------------------- | ---------- | -------------- | -------- | ------------ | -------------- | ------ |
| Puglia                | 1          | -              | 1        | -            | 1              | 3      |
| Lombardia             | -          | 1              | 5        | 2            | 8              | 16     |
| Campania              | -          | 1              | 1        | -            | 6              | 8      |
| Lazio                 | -          | -              | 3        | 2            | 5              | 10     |
| Sicilia               | -          | -              | 3        | -            | 5              | 8      |
| Veneto                | -          | -              | 3        | -            | 4              | 7      |
| Emilia-Romagna        | -          | -              | -        | -            | 4              | 4      |
| Piemonte              | -          | -              | -        | 1            | 1              | 2      |
| Toscana               | -          | -              | -        | -            | 2              | 2      |
| Sardegna              | -          | -              | 1        | -            | -              | 1      |
| Friuli-Venezia Giulia | -          | -              | -        | -            | 1              | 1      |
| Liguria               | -          | -              | -        | -            | 1              | 1      |

### Sostegno parlamentare
| Camera                  | Collocazione | Partiti                                                                                        | Seggi     |
| ----------------------- | ------------ | ---------------------------------------------------------------------------------------------- | --------- |
| Camera dei deputati     | Maggioranza  | M5S (216), LSP (125), MAIE (3), Min. ling. (4)                                                 | 348 / 630 |
| Camera dei deputati     | Opposizione  | PD (111), FI (104), FdI (33), LeU (14), CP-AP-PSI-AC (4), NcI-USEI (4), +Europa (3), Altri (9) | 282 / 630 |
| Senato della Repubblica | Maggioranza  | M5S (107), LSP (58), MAIE (2)                                                                  | 167 / 321 |
| Senato della Repubblica | Opposizione  | FI (62), PD (51), FdI (18), Aut (8), LeU (4), PSI (1), +Europa (1), altri (9)                  | 154 / 321 |

Il Governo gode dell'appoggio dei seguenti partiti o gruppi presenti in Parlamento:
- Movimento 5 Stelle;
- Lega per Salvini Premier;
- Movimento Associativo Italiani all'Estero;[27]
- Partito Liberale Italiano (appoggio esterno);
- Partito Sardo d'Azione (appoggio esterno).

In occasione del primo voto di fiducia, il gruppo Fratelli d'Italia si è astenuto, così come i rappresentanti del Südtiroler Volkspartei e i senatori a vita Mario Monti, Elena Cattaneo e Liliana Segre.

## Composizione
| Carica                                             | Titolare | Titolare                                          | Titolare                                            | Sottosegretari | Sottosegretari |
| Presidenza del Consiglio dei ministri              | Presidenza del Consiglio dei ministri                                                                             | Presidenza del Consiglio dei ministri             | Presidenza del Consiglio dei ministri               | Sottosegretari di Stato alla Presidenza del Consiglio | Sottosegretari di Stato alla Presidenza del Consiglio |
| -------------------------------------------------- | --- | ------------------------------------------------- | --------------------------------------------------- | --- | --- |
| Presidente del Consiglio dei ministri              | |                                                   | Giuseppe Conte (Indipendente di area M5S)           | - Giancarlo Giorgetti (LSP) Segretario del Consiglio dei ministri con delega allo sport, al CIPE, all'attuazione programma di governo, alle politiche spaziali ed aerospaziali ed alle scommesse sportive - Vito Crimi (M5S) Con delega all'editoria e informazione, Politiche finalizzate alla ricostruzione delle zone terremotate - Vincenzo Spadafora (M5S) Con delega alle pari opportunità, ai giovani e servizio civile nazionale | - Giancarlo Giorgetti (LSP) Segretario del Consiglio dei ministri con delega allo sport, al CIPE, all'attuazione programma di governo, alle politiche spaziali ed aerospaziali ed alle scommesse sportive - Vito Crimi (M5S) Con delega all'editoria e informazione, Politiche finalizzate alla ricostruzione delle zone terremotate - Vincenzo Spadafora (M5S) Con delega alle pari opportunità, ai giovani e servizio civile nazionale |
| Vicepresidente del Consiglio dei ministri          | |                                                   | Matteo Salvini (LSP)                                | - Giancarlo Giorgetti (LSP) Segretario del Consiglio dei ministri con delega allo sport, al CIPE, all'attuazione programma di governo, alle politiche spaziali ed aerospaziali ed alle scommesse sportive - Vito Crimi (M5S) Con delega all'editoria e informazione, Politiche finalizzate alla ricostruzione delle zone terremotate - Vincenzo Spadafora (M5S) Con delega alle pari opportunità, ai giovani e servizio civile nazionale | - Giancarlo Giorgetti (LSP) Segretario del Consiglio dei ministri con delega allo sport, al CIPE, all'attuazione programma di governo, alle politiche spaziali ed aerospaziali ed alle scommesse sportive - Vito Crimi (M5S) Con delega all'editoria e informazione, Politiche finalizzate alla ricostruzione delle zone terremotate - Vincenzo Spadafora (M5S) Con delega alle pari opportunità, ai giovani e servizio civile nazionale |
| Vicepresidente del Consiglio dei ministri          | | Luigi Di Maio (M5S)                               |                                                     | - Giancarlo Giorgetti (LSP) Segretario del Consiglio dei ministri con delega allo sport, al CIPE, all'attuazione programma di governo, alle politiche spaziali ed aerospaziali ed alle scommesse sportive - Vito Crimi (M5S) Con delega all'editoria e informazione, Politiche finalizzate alla ricostruzione delle zone terremotate - Vincenzo Spadafora (M5S) Con delega alle pari opportunità, ai giovani e servizio civile nazionale | - Giancarlo Giorgetti (LSP) Segretario del Consiglio dei ministri con delega allo sport, al CIPE, all'attuazione programma di governo, alle politiche spaziali ed aerospaziali ed alle scommesse sportive - Vito Crimi (M5S) Con delega all'editoria e informazione, Politiche finalizzate alla ricostruzione delle zone terremotate - Vincenzo Spadafora (M5S) Con delega alle pari opportunità, ai giovani e servizio civile nazionale |
| Ministri senza portafoglio                         | Ministri senza portafoglio                                                                                        | Ministri senza portafoglio                        | Ministri senza portafoglio                          | Sottosegretari di Stato | Sottosegretari di Stato |
| Rapporti con il Parlamento                         | |                                                   | Riccardo Fraccaro (M5S)                             | - Guido Guidesi (LSP) - Vincenzo Santangelo (M5S) - Simone Valente (M5S) | - Guido Guidesi (LSP) - Vincenzo Santangelo (M5S) - Simone Valente (M5S) |
| Pubblica amministrazione                           | |                                                   | Giulia Bongiorno (LSP)                              | - Mattia Fantinati (M5S) | - Mattia Fantinati (M5S) |
| Affari regionali e autonomie                       | |                                                   | Erika Stefani (LSP)                                 | - Stefano Buffagni (M5S) | - Stefano Buffagni (M5S) |
| Sud                                                | |                                                   | Barbara Lezzi (M5S)                                 | - Giuseppina Castiello (LSP) | - Giuseppina Castiello (LSP) |
| Famiglia e disabilità                              | |                                                   | Lorenzo Fontana (LSP) (fino al 10 luglio 2019)      | - Vincenzo Zoccano (M5S) | - Vincenzo Zoccano (M5S) |
| Famiglia e disabilità                              | | Alessandra Locatelli (LSP) (dal 10 luglio 2019)   |                                                     | - Vincenzo Zoccano (M5S) | - Vincenzo Zoccano (M5S) |
| Affari europei                                     | |                                                   | Paolo Savona (Indipendente) (fino all'8 marzo 2019) | - Luciano Barra Caracciolo (Indipendente) | - Luciano Barra Caracciolo (Indipendente) |
| Affari europei                                     | Riassunzione delle funzioni delegate da parte del presidente Giuseppe Conte (dall'8 marzo 2019 al 10 luglio 2019) |                                                   |                                                     | - Luciano Barra Caracciolo (Indipendente) | - Luciano Barra Caracciolo (Indipendente) |
| Affari europei                                     | | Lorenzo Fontana (LSP) (dal 10 luglio 2019)        |                                                     | - Luciano Barra Caracciolo (Indipendente) | - Luciano Barra Caracciolo (Indipendente) |
| Ministeri                                          | Ministri | Ministri                                          | Ministri                                            | Viceministri | Sottosegretari di Stato |
| Affari esteri e cooperazione internazionale        | |                                                   | Enzo Moavero Milanesi (Indipendente)                | - Emanuela Del Re (M5S) | - Manlio Di Stefano (M5S) - Ricardo Merlo (MAIE) - Guglielmo Picchi (LSP) |
| Interno                                            | |                                                   | Matteo Salvini (LSP)                                | Carica non assegnata | - Stefano Candiani (LSP) - Luigi Gaetti (M5S) - Nicola Molteni (LSP) - Carlo Sibilia (M5S) |
| Giustizia                                          | |                                                   | Alfonso Bonafede (M5S)                              | Carica non assegnata | - Vittorio Ferraresi (M5S) - Jacopo Morrone (LSP) |
| Difesa                                             | |                                                   | Elisabetta Trenta (M5S)                             | Carica non assegnata | - Angelo Tofalo (M5S) - Raffaele Volpi (LSP) |
| Economia e finanze                                 | |                                                   | Giovanni Tria (Indipendente)                        | - Laura Castelli (M5S) - Massimo Garavaglia (LSP) | - Massimo Bitonci (LSP) - Alessio Villarosa (M5S) |
| Sviluppo economico                                 | |                                                   | Luigi Di Maio (M5S)                                 | - Dario Galli (LSP) | - Andrea Cioffi (M5S) - Davide Crippa (M5S) - Michele Geraci (Indipendente di area LSP) |
| Lavoro e politiche sociali                         | Carica non assegnata                                                                                              | - Claudio Cominardi (M5S) - Claudio Durigon (LSP) | Luigi Di Maio (M5S)                                 | | |
| Politiche agricole alimentari, forestali e turismo | |                                                   | Gian Marco Centinaio (LSP)                          | Carica non assegnata | - Franco Manzato (LSP) - Alessandra Pesce (M5S) |
| Ambiente e tutela del territorio e del mare        | |                                                   | Sergio Costa (Indipendente di area M5S)             | Carica non assegnata | - Vannia Gava (LSP) - Salvatore Micillo (M5S) |
| Infrastrutture e trasporti                         | |                                                   | Danilo Toninelli (M5S)                              | - Edoardo Rixi (LSP) (fino al 30 maggio 2019) | - Michele Dell'Orco (M5S) - Armando Siri (LSP) (fino al 10 maggio 2019) |
| Istruzione, università e ricerca                   | |                                                   | Marco Bussetti (Indipendente di area LSP)           | - Lorenzo Fioramonti (M5S) | - Salvatore Giuliano (M5S) |
| Beni e attività culturali                          | |                                                   | Alberto Bonisoli (M5S)                              | Carica non assegnata | - Lucia Borgonzoni (LSP) - Gianluca Vacca (M5S) |
| Salute                                             | |                                                   | Giulia Grillo (M5S)                                 | Carica non assegnata | - Armando Bartolazzi (M5S) - Maurizio Fugatti (LSP) (fino al 9 novembre 2018) - Luca Coletto (LSP) (dal 29 novembre 2018) |

## Cronologia

### 2018

#### Maggio

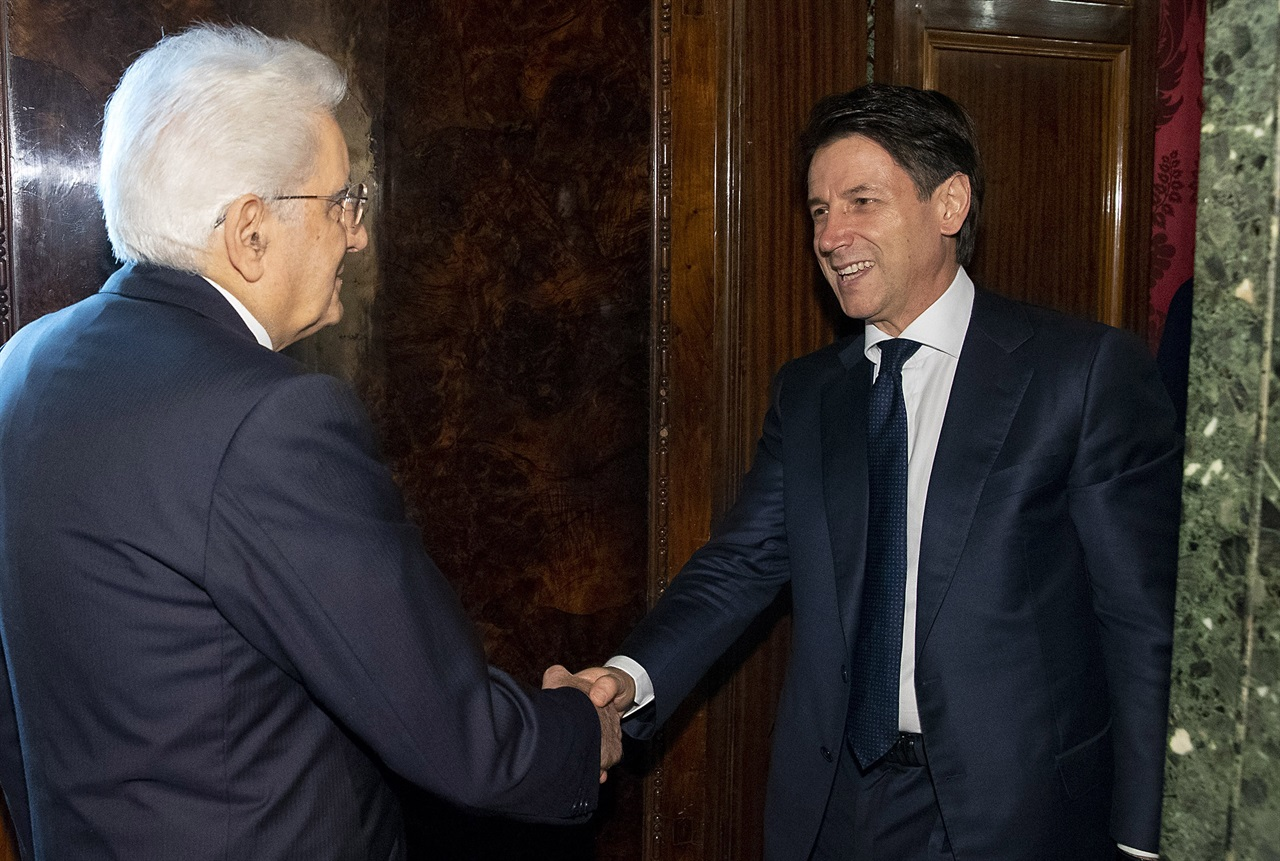
Giuseppe Conte con il Presidente della Repubblica Sergio Mattarella

- 23 maggio – Il presidente della Repubblica Sergio Mattarella convoca il giurista Giuseppe Conte, indicato come Presidente del Consiglio dei Ministri da M5S e Lega, e gli conferisce l'incarico di formare il governo. Conte accetta l'incarico con riserva.[40]
- 24 maggio – Il Presidente del Consiglio incaricato Giuseppe Conte, a Palazzo Montecitorio avvia le consultazioni con tutte le forze politiche presenti in Parlamento.[41]
- 27 maggio – Conte scioglie la riserva e rimette al presidente della Repubblica l'incarico di formare il governo. Successivamente Mattarella rilascia una dichiarazione affermando che – nonostante l'impegno profuso nell'accompagnare il tentativo di formazione di un governo appoggiato da M5S Lega – nella lista dei ministri presentata da Conte ha suscitato in lui perplessità la proposta di Paolo Savona per il dicastero dell'Economia e, data l'indisponibilità delle forze di maggioranza a ogni altra soluzione, non è stato possibile proseguire con la costituzione del governo. Il presidente della Repubblica sottolinea infatti la propria richiesta di indicazione di un esponente della maggioranza, coerente con l'accordo di programma e dichiara che Savona sarebbe stato visto come "sostenitore di una linea, più volte manifestata, che potrebbe provocare, probabilmente, o, addirittura, inevitabilmente, la fuoruscita dell'Italia dall'euro. Cosa ben diversa da un atteggiamento vigoroso, nell'ambito dell'Unione europea, per cambiarla in meglio dal punto di vista italiano". Tale scelta, infatti, riguardante un tema "che non è stato in primo piano durante la recente campagna elettorale", per Mattarella avrebbe "configurato rischi concreti per la tutela dei risparmi degli italiani".[42]

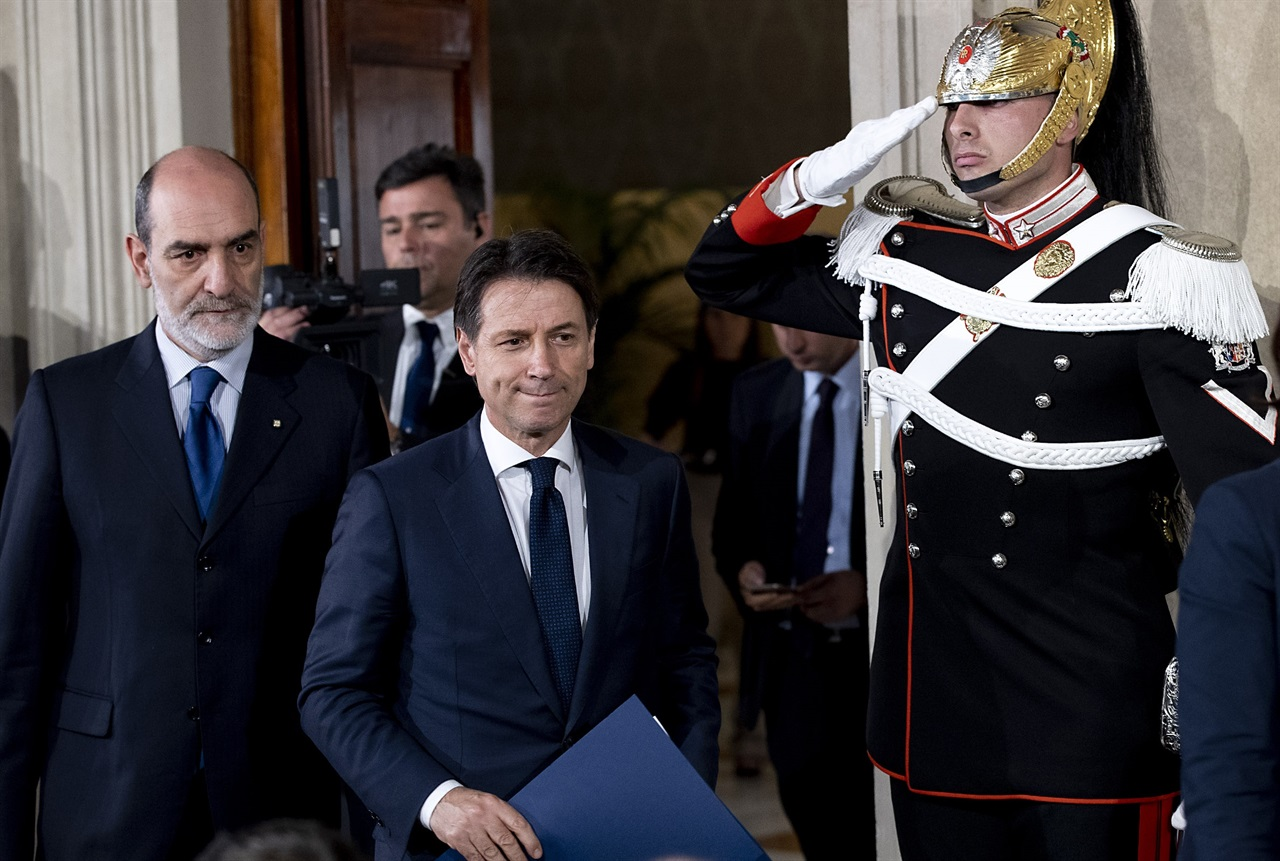
Giuseppe Conte presidente del consiglio incaricato al termine dell'incontro con il Presidente Sergio Mattarella il 27 maggio 2018

- 28 maggio – Il presidente Mattarella convoca l'economista Carlo Cottarelli e gli conferisce l'incarico, accettato con riserva, di formare un governo tecnico.[43][44]
- 29 maggio – Vari partiti chiedono, piuttosto che avere un governo tecnico, di tornare ad elezioni. Lo spread tocca quota 320 punti con un aumento di quasi 100 punti.[45]
- 31 maggio – Cottarelli, non trovando una maggioranza, è costretto a sciogliere la riserva e rimettere al presidente della Repubblica l'incarico di formare il Governo. Cottarelli stesso dichiara di auspicare un governo politico che da meno incertezza[46]. È fallito il tentativo di creare un governo tecnico.[47][48] Nella stessa giornata, alle 21, Mattarella convoca Giuseppe Conte affidandogli nuovamente l'incarico di presidente del Consiglio. Conte accetta l'incarico e presenta la lista dei ministri.[49][50]

#### Giugno
- 1º giugno – Alle ore 16 il Governo Conte presta giuramento ed entra in carica. Nel primo Consiglio dei Ministri l'onorevole Giancarlo Giorgetti è nominato Sottosegretario di Stato alla Presidenza del Consiglio. Nella stessa circostanza sono state attribuite le funzioni ai vicepresidenti del Consiglio Matteo Salvini e Luigi Di Maio e conferite le deleghe ai Ministri senza portafoglio.[51]
- 5 giugno - Il governo ottiene la fiducia al Senato della Repubblica con 171 sì, 117 no e 25 astenuti[9].
- 6 giugno - Il governo ottiene la fiducia anche alla Camera dei deputati con 350 sì, 236 no e 35 astenuti[10].

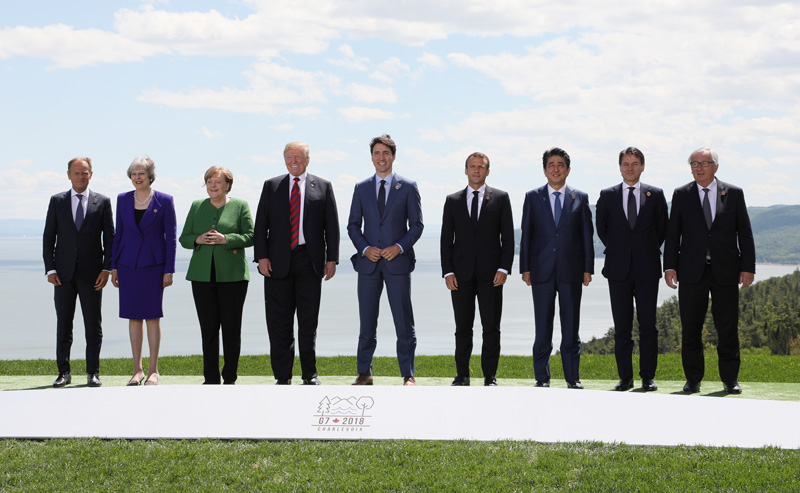
I leader del G7 a La Malbaie.

- 8 e 9 giugno - Il Presidente del Consiglio Conte partecipa al G7 in Canada.[52]
- 11 giugno - Il presidente Conte riceve a Palazzo Chigi il segretario generale della NATO Jens Stoltenberg. Conte, visita poi, le zone terremotate del Centro Italia: Amatrice, Accumoli, Arquata del Tronto, ed infine Pescara sul Tronto.
- 12 giugno - Sono nominati 45 Sottosegretari di Stato.[53]
- 13 giugno - Si svolge nella Sala dei Galeoni di Palazzo Chigi la cerimonia di giuramento dei Sottosegretari di Stato[54]; il ministro dell'interno Matteo Salvini riferisce al Senato sulla vicenda della nave Aquarius.[55]
- 14 giugno - Il Consiglio dei Ministri approva un decreto legislativo che consente al Governo di apportare modifiche alla struttura del bilancio dello Stato.[56]
- 15 giugno - Giuseppe Conte in visita ufficiale a Parigi incontra il Presidente Emmanuel Macron. Nei giorni successivi incontra a Berlino la cancelliera della Repubblica Federale di Germania, Angela Merkel e riceve a Palazzo Chigi il ministro degli Esteri indiano Sushma Swaraj, il Presidente del Niger Mahamadou Issoufou e il Presidente del Consiglio europeo, Donald Tusk.
- 20 giugno - Il Consiglio dei Ministri approva un decreto legislativo che recepisce una direttiva europea in materia di previdenza complementare.[57]
- 22 giugno - Il Presidente Conte incontra a Palazzo Chigi il Vice Premier e Ministro degli Affari Esteri del Qatar Mohammed Bin Abdulrahman Al Thani.
- 25 giugno - Si tiene un incontro, ufficializzato solo il giorno seguente, tra Conte e Macron sulla questione della nave Lifeline[58].
- 27 giugno - Il Presidente del Consiglio comunica alla Camera le proposte italiane in vista del Consiglio europeo del 28 e 29 giugno. Il Consiglio dei Ministri approva i disegni di legge relativi al Rendiconto generale 2017 e all'assestamento dei bilanci di previsione dello Stato e delle Amministrazioni autonome per il 2018.[59]
- 28-29 giugno - Conte partecipa al Consiglio europeo a Bruxelles.

#### Luglio

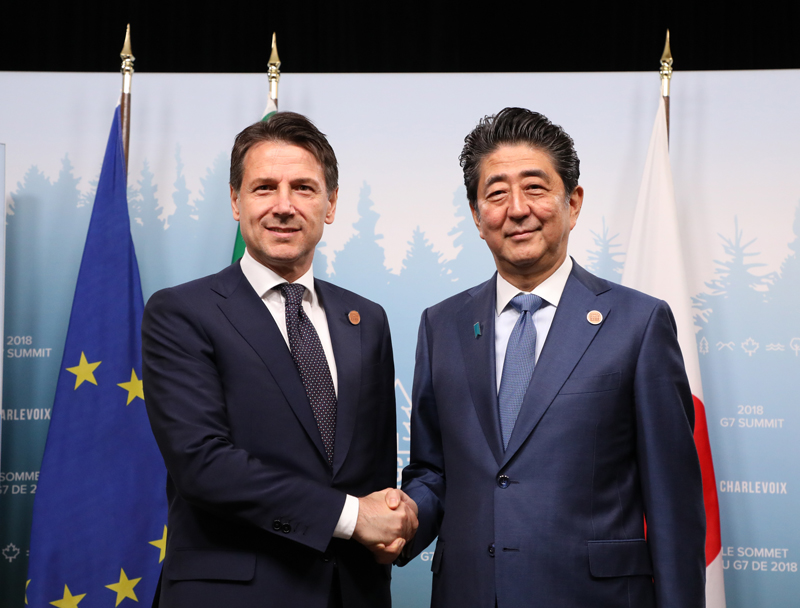
Il presidente del Consiglio Giuseppe Conte con il primo ministro del Giappone Shinzō Abe

- 2 luglio - Il Consiglio dei Ministri approva un decreto-legge (indicato alla stampa come decreto dignità) che introduce "misure urgenti per la dignità dei lavoratori e delle imprese" (sarà approvato in via definitiva dal Parlamento il 7 agosto). Approva inoltre la cessione gratuita alla Libia di 12 motovedette navali della Guardia Costiera e della Guardia di Finanza (il relativo decreto legge sarà approvato in via definitiva dal Parlamento il 6 agosto[60]) e interviene con un decreto-legge sulle attribuzioni di alcuni ministeri, riordinando la materia.[61]
- 6 luglio - Il Consiglio dei Ministri approva in esame preliminare due decreti legislativi per la revisione dei ruoli delle Forze di polizia e delle funzioni, compiti e ordinamento del personale del Corpo nazionale dei vigili del fuoco e preannuncia un disegno di legge per il riordino dei ruoli e delle carriere anche per il personale delle Forze armate. Formula l'auspicio che si trovino soluzioni condivise sulla volontà espressa dai Comuni di Cortina, Milano e Torino di candidarsi a ospitare i Giochi Olimpici e Paralimpici invernali del 2026.[62]
- 9 luglio - Conte riceve il Rappresentante Speciale del Segretario Generale dell'ONU per la Libia, Ghassan Salamé.
- 11-12 luglio - Conte partecipa al vertice della NATO a Bruxelles.
- 12 luglio - Con il decreto-legge n. 86 vengono rimodulate alcune attribuzioni ministeriali. In particolare, la competenza sul turismo viene trasferita dal Ministero per i beni e le attività culturali al Ministero delle politiche agricole alimentari e forestali, che diventa Ministero delle politiche agricole alimentari, forestali e del turismo.[63] Emanazione del cosiddetto Decreto Dignità (Decreto Legislativo 12 giugno 2018 n°87).
- 17 luglio - Il Consiglio dei Ministri approva un decreto legislativo che, in attuazione della legge di riforma del Terzo settore, dell’impresa sociale e per la disciplina del servizio civile universale (legge n.106 del 6 giugno 2016), introduce disposizioni integrative e correttive al decreto legislativo 3 luglio 2017, n. 112, relativo alla revisione della disciplina in materia di impresa sociale.[64] Il CdM, su proposta del Ministro Di Maio, ha approvato, in esame definitivo, un decreto legislativo.
- 24 luglio - Il CdM approva il decreto legge che proroga alcuni termini previsti da disposizioni legislative (Decreto Milleproroghe 2018).
- 26 luglio - Il Presidente del Consiglio dei Ministri, Giuseppe Conte, riceve a Palazzo Chigi il Primo Ministro della Repubblica d’Irlanda, Leo Varadkar.
- 27 luglio - Il CdM approva otto disegni di legge di ratifica ed esecuzione di accordi internazionali. Il governo propone i nuovi vertici della Rai: Marcello Foa presidente e Fabrizio Salini amministratore delegato[65]. Foa sarà eletto presidente dal consiglio di amministrazione della Rai il 31 luglio, ma l'indomani la commissione parlamentare di vigilanza boccia la nomina.[66][67].
- 30 luglio - Il Presidente del Consiglio, Giuseppe Conte, incontra il Presidente degli Stati Uniti d'America, Donald Trump, alla Casa Bianca.

#### Agosto
- 2 agosto - Il Consiglio dei Ministri[68] approva in esame preliminare tre decreti legislativi in materia di ordinamento penale, in attuazione della legge 103/2017, proroga per sei mesi lo stato di emergenza per i Comuni dell'isola d'Ischia interessati dal sisma di agosto 2017. Il sottosegretario agli Esteri Emanuela Del Re è nominata viceministro. In serata la Camera dei Deputati ha approvato la conversione del disegno di legge del Decreto Dignità con 312 favorevoli, 190 contrari e 1 astenuto. Il provvedimento passa all'esame del Senato.
- 8 agosto - Il Consiglio dei Ministri[69] approva sette decreti legislativi di adeguamento dell’ordinamento interno alla normativa europea, autorizza l'assunzione a tempo indeterminato di 57.000 docenti e procede inoltre ad alcune nomine, tra le quali i direttori dell’Agenzia del demanio, dell’Agenzia delle entrate e dell’Agenzia delle dogane e dei monopoli; il Presidente e i componenti dell’Autorità di regolazione per energia, reti e ambiente (ARERA).
- 14 agosto - Il Presidente del Consiglio, Giuseppe Conte, si reca a Genova in seguito al crollo di una porzione del viadotto Polcevera sull'A10. Il giorno successivo si è svolto presso la Prefettura di Genova il 15º CdM. Il CdM ha deliberato la dichiarazione dello stato d'emergenza e lo stanziamento di cinque milioni di euro da destinare all'avvio delle attività di soccorso e di assistenza alla popolazione colpita e degli interventi più urgenti.[70] Il 18 agosto col 16º CdM[71] sono stati stanziati ulteriori 28.470.000 euro.
- 28 agosto - Il Presidente del Consiglio, Giuseppe Conte, ha incontrato a Palazzo Chigi il Primo Ministro della Repubblica Ceca, Andrej Babiš.

#### Settembre

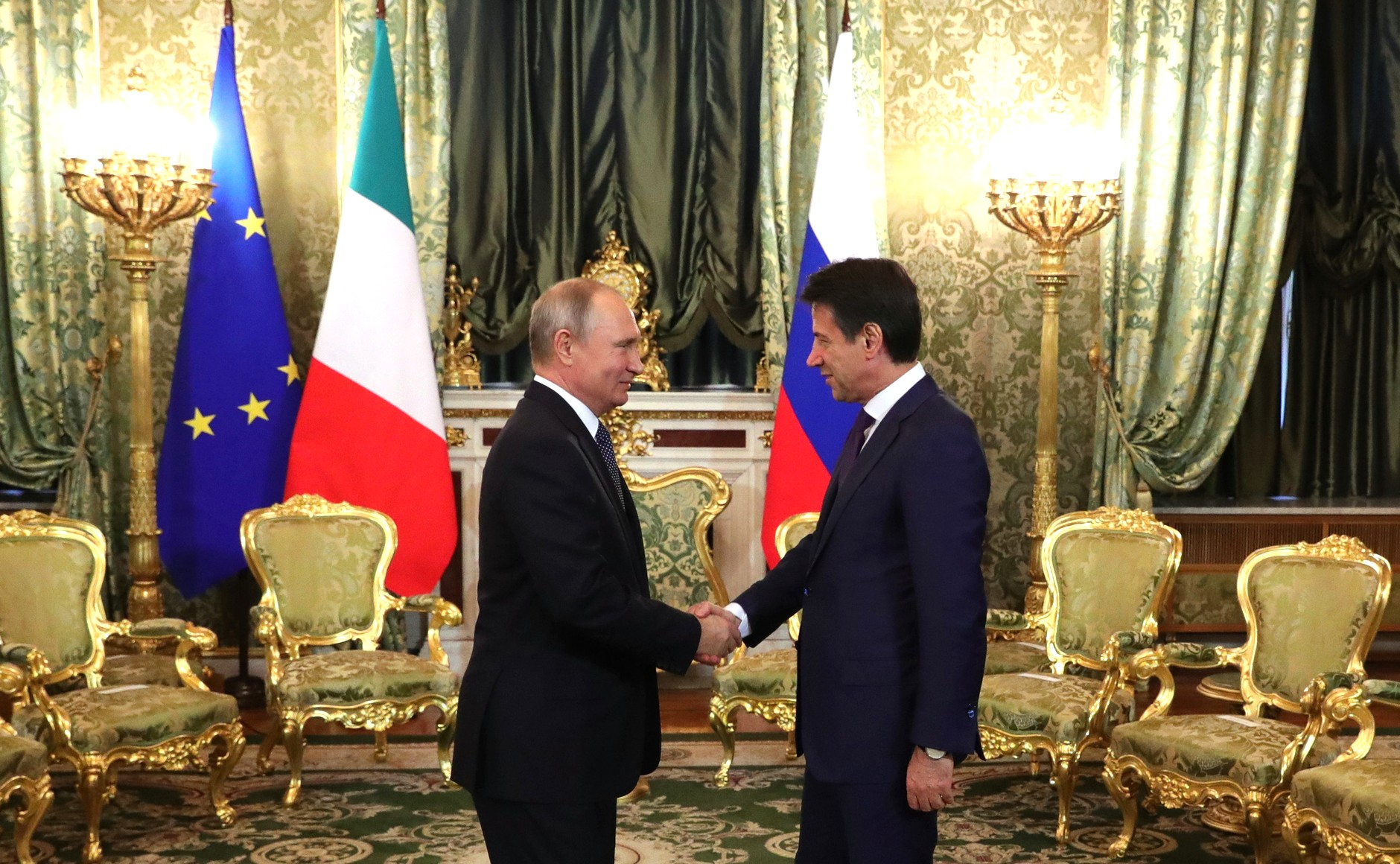
Il presidente del Consiglio Giuseppe Conte con il presidente della Federazione Russa Vladimir Putin

- 3 settembre - Si svolge il 17º CdM.[72] Il Consiglio dei Ministri, su proposta del Ministro per gli affari regionali e le autonomie Erika Stefani, ha esaminato nove leggi delle Regioni e delle Province Autonome e ha deliberato di impugnarne alcune.
- 6 settembre - Si svolge il 18º CdM.[73] Il CdM, su proposta del Ministro Bonafede, ha approvato un disegno di legge (diffuso alla stampa con il nome di decreto spazza-corrotti[74]). Il CdM ha approvato due disegni di legge che recano, rispettivamente, la delega al Governo per il recepimento delle direttive europee e l’attuazione di altri atti dell’Unione europea (Legge di delegazione europea 2018) e disposizioni per l’adempimento degli obblighi derivanti dall'appartenenza dell’Italia all'Unione europea (Legge europea 2018). Il CdM ha approvato, in esame definitivo, un decreto legislativo[75] relativo al completamento della riforma della struttura del bilancio dello Stato. Il CdM visti i pareri favorevoli della Conferenza unificata, ha deliberato in via definitiva il conferimento dell’incarico di Direttore dell’Agenzia delle entrate ad Antonino Maggiore, di Direttore dell’Agenzia delle dogane e dei monopoli a Benedetto Mineo e di Direttore dell’Agenzia del demanio al prefetto Riccardo Paolo Carmelo Antonio Carpino.
- 10 settembre - Il Ministro Moavero Milanesi si reca in Libia per incontrare il generale Khalifa Haftar.[76][77][78][79]
- 13 settembre - La Camera approva, con voto di fiducia, il Decreto Milleproroghe 2018 con 329 sì, 220 no e 4 astenuti.[80][81][82] Si svolge il 19º CdM.[83] Il CdM approva un decreto-legge (denominato Decreto Genova o Decreto Emergenze) che introduce disposizioni urgenti volte a velocizzare le operazioni di demolizione e ricostruzione del ponte Morandi, a sostenere i soggetti danneggiati per il crollo, la ripresa delle attività produttive e di impresa, nonché dirette a intraprendere ogni iniziativa necessaria al ripristino della funzionalità dei servizi pubblici e delle infrastrutture. Il CdM approva in esame preliminare un disegno di legge (Riforma Concretezza) che introduce interventi per la concretezza delle azioni delle pubbliche amministrazioni e la prevenzione dell’assenteismo. Il sottosegretario Dario Galli è nominato viceministro allo sviluppo economico, Edoardo Rixi alle infrastrutture e trasporti, Lorenzo Fioramonti all'istruzione, università e ricerca.
- 24 settembre - Si svolge il 20º CdM.[84] Il CdM approva un decreto-legge (denominato Decreto Sicurezza e Immigrazione o Decreto Salvini)[85] che introduce disposizioni urgenti in materia di protezione internazionale e immigrazione, di sicurezza pubblica e misure per la funzionalità del Ministero dell’interno e l’organizzazione e il funzionamento dell’Agenzia nazionale per l’amministrazione e la gestione dei beni sequestrati e confiscati alla criminalità organizzata, nonché in materia di giustizia sportiva e di regolare svolgimento delle competizioni sportive. Il CdM, su proposta del Presidente Conte, visto il mancato raggiungimento nei termini previsti dell’intesa nella Conferenza unificata, ha deliberato l’adozione del D.P.C.M. recante “Riparto del contributo di 75 milioni di euro per l’anno 2018 a favore delle Regioni a statuto ordinario e degli enti territoriali che esercitano le funzioni relative all'assistenza per l’autonomia e la comunicazione personale degli alunni con disabilità fisiche e sensoriali”. Il CdM, su proposta del Presidente Conte, visto il parere unanime del Consiglio di presidenza della giustizia amministrativa, ha deliberato la nomina di Filippo Patroni Griffi quale Presidente del Consiglio di Stato.
- 26 settembre - Il Cda della RAI nomina Marcello Foa Presidente del consiglio di amministrazione, in seguito al raggiungendo del quorum necessario di 27 voti in Commissione parlamentare per l'indirizzo generale e la vigilanza dei servizi radiotelevisivi. Votano a suo favore M5S, Lega, FdI e FI mentre invece il PD si astiene contestando la riproposizione del nome di Foa.[86][87]
- 27 settembre - Il Ministro Di Maio firma l'adesione dell'Italia alla Blockchain Partnership Initiative europea per lo sviluppo economico del settore della blockchain.[88][89] Si svolge in serata il 21º CdM.[90] Il CdM, su proposta del Presidente Conte e del Ministro Tria, ha approvato la Nota di aggiornamento al Documento di economia e finanza (NaDef) 2018. Il CdM, su proposta del Ministro Savona e del Ministro Tria, ha approvato, in esame preliminare, un decreto legislativo[91] relativo alla fatturazione elettronica negli appalti pubblici, introducendo disposizioni in merito all'obbligo di fatturazione elettronica nei confronti delle “amministrazioni pubbliche” e nei confronti delle “amministrazioni autonome”. Il CdM, su proposta del Ministro Grillo, ha approvato, in esame definitivo, un disegno di legge che introduce disposizioni in materia di sicurezza per gli esercenti le professioni sanitarie nell'esercizio delle loro funzioni. Il CdM, su proposta del Ministro Bonafede, ha approvato, in esame definitivo, cinque decreti legislativi che, in attuazione della legge delega per la riforma del Codice penale, del Codice di procedura penale e dell’ordinamento penitenziario (legge 23 giugno 2017, n. 103), introducono nuove disposizioni relative all'ordinamento penitenziario, alla disciplina del casellario giudiziale, a quella delle spese di giustizia funzionali alle operazioni di intercettazione e all'esecuzione delle pene nei confronti dei condannati minorenni. Il CdM, su proposta del Presidente Conte, ha deliberato la determinazione d’intervento nel giudizio di legittimità costituzionale promosso dalla Regione Veneto avverso taluni articoli del decreto legislativo 21 maggio 2018, n. 74, recante “Riorganizzazione dell’Agenzia per le erogazioni in agricoltura - AGEA e per il riordino del sistema dei controlli nel settore agroalimentare, in attuazione dell’articolo 15, della legge 28 luglio 2016, n. 154”. Il CdM ha preso atto e condiviso l’informativa svolta dal Sottosegretario alla Presidenza Giorgetti in merito alla candidatura italiana alle Olimpiadi invernali del 2026.
- 28 settembre - Il Presidente Mattarella promulga il Decreto Genova.[92]

#### Ottobre
- 11 ottobre - Giuseppe Conte convoca a Palazzo Chigi la prima "cabina di regia" sugli investimenti pubblici, a cui partecipano i vertici di tutte le maggiori società controllate dallo Stato, i quali presentano i piani industriali delle società pubbliche.[93]
- 15 ottobre - Viene presentata dal Consiglio dei Ministri il disegno della legge di bilancio 2019.
- 31 ottobre - Luca Attias viene nominato nuovo Commissario straordinario per l'attuazione dell'Agenda Digitale all'AgID.

#### Novembre
- 9 novembre - Maurizio Fugatti si dimette da sottosegretario alla Salute dopo l'elezione a Presidente della Provincia Autonoma di Trento.
- 21 novembre - La Commissione europea annuncia l'intenzione di aprire contro l'Italia una procedura di infrazione per debito eccessivo.
- 25 novembre - Il Presidente del Consiglio Giuseppe Conte partecipa al Consiglio europeo a Bruxelles. I due temi più importanti riguardano la Brexit con la ratifica di un accordo tra Regno Unito e Unione Europea e l'apertura di un dialogo tra Italia e Unione europea con l'incontro tra Giuseppe Conte e il Presidente della Commissione europea Jean-Claude Juncker sulla legge di bilancio.
- 27 novembre - La Camera dei Deputati approva la fiducia richiesta dal governo riguardante il Decreto Sicurezza con 336 voti favorevoli e 249 contrari.
- 28 novembre - La Camera dei Deputati approva definitivamente la conversione del disegno di legge n. 1346: S. 840. (detto Decreto Sicurezza) - Conversione in legge, con modificazioni, del decreto-legge 4 ottobre 2018, n. 113, recante disposizioni urgenti in materia di protezione internazionale e immigrazione, sicurezza pubblica, nonché misure per la funzionalità del Ministero dell'interno e l'organizzazione e il funzionamento dell'Agenzia nazionale per l'amministrazione e la destinazione dei beni sequestrati e confiscati alla criminalità organizzata. Delega al Governo in materia di riordino dei ruoli e delle carriere del personale delle Forze di polizia e delle Forze armate (già approvato dal Senato) con 396 voti favorevoli e 99 contrari.
- 29 novembre - Luca Coletto (Lega) viene nominato sottosegretario alla Salute in sostituzione del dimissionario Maurizio Fugatti.

#### Dicembre
- 1º dicembre - Il Presidente del Consiglio Giuseppe Conte partecipa alla giornata conclusiva del G20 in Argentina, tenutosi a Buenos Aires[94].
- 15 dicembre - Giuseppe Conte incontra Papa Francesco. Durante il colloquio privato si confrontano sui temi delle diseguaglianze sociali, delle migrazioni, dell'ambiente e della pace.
- 18 dicembre - La Camera dei Deputati approva definitivamente la conversione del disegno di legge 1189-B - Misure per il contrasto dei reati contro la pubblica amministrazione, nonché in materia di prescrizione del reato e in materia di trasparenza dei partiti e movimenti politici (Già approvato dalla Camera e modificato dal Senato) con 304 voti favorevoli,106 contrari e 19 astenuti.
- 19 dicembre - Il Presidente del Consiglio Giuseppe Conte riceve una lettera dell'Unione Europea, firmata dal Presidente della Commissione Europea Jean-Claude Juncker, il Vice Presidente Valdis Dombrovskis e dal Commissario europeo per gli affari economici e monetari Pierre Moscovici, in cui questi ultimi accettano le condizioni proposte dal Governo italiano concernenti la legge di bilancio per evitare la procedura di infrazione.
- 22 dicembre - Il Senato approva il disegno di legge di bilancio[95] alle ore 3 della notte, nel testo presentato il giorno stesso, dando alla commissione bilancio 2 ore di tempo per esaminare il testo[96] e 22 minuti per la variazione di bilancio. La fiducia sul maxiemendamento di 1.143 commi passa con 167 voti favorevoli.[97]
- 28 dicembre - Si tiene la conferenza stampa di fine anno del Presidente del Consiglio a Roma.
- 30 dicembre - La Camera dei Deputati approva definitivamente la conversione del DDL 1334-B - Bilancio di previsione dello stato per l'anno finanziario 2019 e bilancio pluriennale 2019-2021 e delle relative note di variazione con 313 voti favorevoli e 70 contrari. Essa viene promulgata nella stessa giornata dal Presidente della Repubblica[98], entrando in vigore.

### 2019

#### Gennaio
- 17 gennaio - Il Consiglio dei Ministri delibera definitivamente il reddito di cittadinanza e quota 100 dopo la risoluzione degli ultimi problemi tecnici. In serata, il Presidente del Consiglio Giuseppe Conte e i Vice Presidenti Luigi Di Maio e Matteo Salvini, presentano i due provvedimenti durante una conferenza stampa a Palazzo Chigi.
- 19 gennaio - Il Presidente del Consiglio Giuseppe Conte è a Matera in occasione della giornata inaugurale di Matera capitale europea della cultura 2019.

#### Febbraio

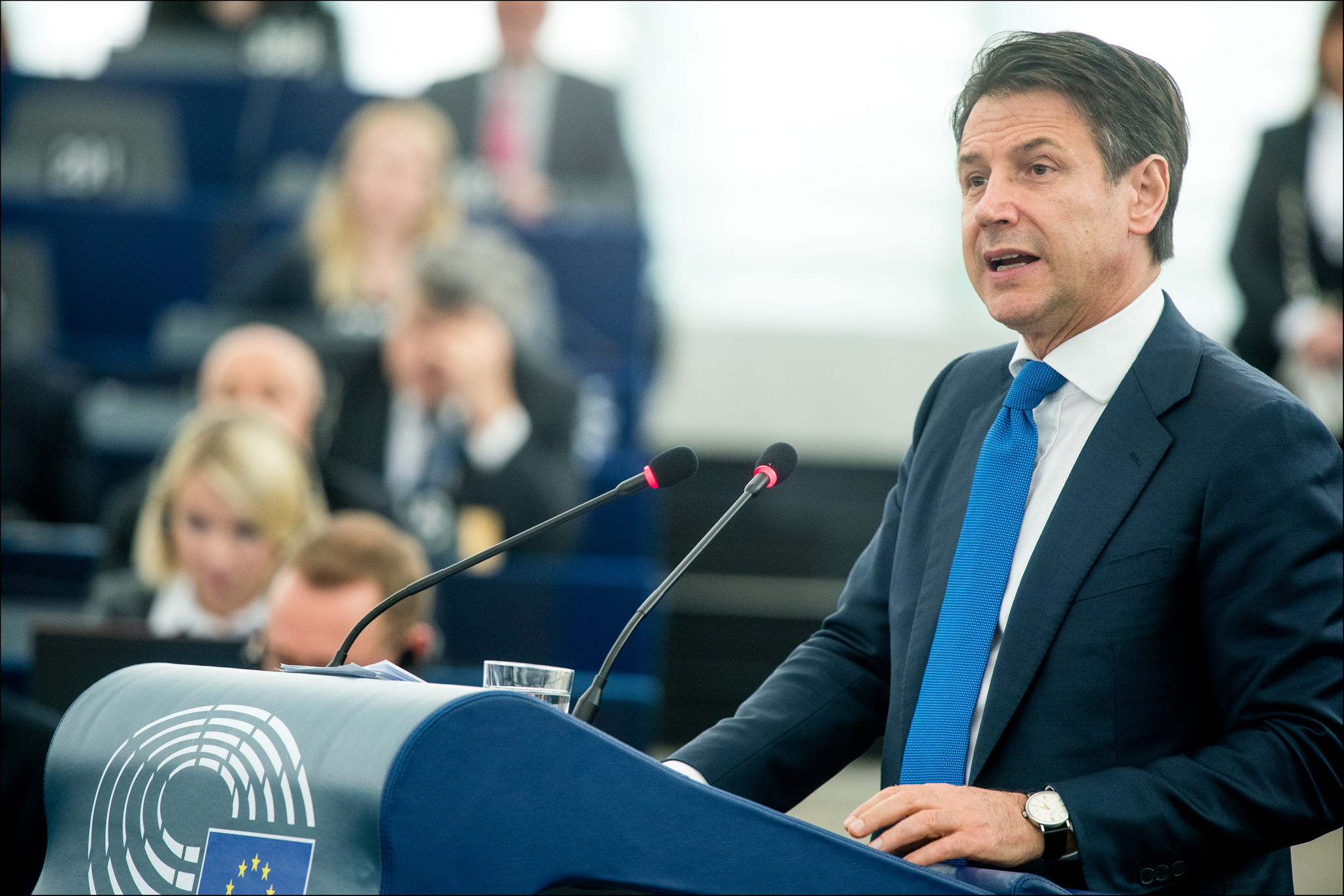
Il Presidente del Consiglio all'Europarlamento il 12 febbraio 2019

- 6 febbraio - La Camera dei Deputati approva la fiducia richiesta dal governo riguardante il Decreto Semplificazioni con 310 voti favorevoli, 1 astenuto e 245 contrari.
- 7 febbraio - La Camera dei Deputati approva definitivamente la conversione del disegno di legge S. 989 (detto Decreto Semplificazioni) - Conversione in legge, con modificazioni, del decreto-legge 14 dicembre 2018, n. 135, recante disposizioni urgenti in materia di sostegno e semplificazione per le imprese e per la pubblica amministrazione (già approvato dal Senato) (A.C. 1550) con 275 voti favorevoli, 27 astenuti e 206 contrari.
- 12 febbraio - Il Presidente del Consiglio Giuseppe Conte è ospite a Strasburgo presso il Parlamento europeo. In seguito al suo discorso, Conte è duramente criticato dal capogruppo socialista Udo Bulmann e dal leader liberale Guy Verhofstadt che lo apostrofano come “burattino al servizio di Di Maio e Salvini”. A tale critica Conte replica sostenendo che “lo è chi è al servizio delle lobby”[99].
- 27 febbraio - Si svolge a Palazzo Chigi la presentazione del piano "ProteggItalia" per la tutela del territorio e dell'ambiente contro il dissesto idrogeologico. Partecipano il Presidente del Consiglio Giuseppe Conte e i Ministri Sergio Costa, Gian Marco Centinaio e Barbara Lezzi.

#### Marzo
- 8 marzo - Il Ministro per gli Affari Europei Paolo Savona rassegna le dimissioni che vengono accettate dal presidente della Repubblica. Paolo Savona viene nominato presidente della CONSOB.
- 11 marzo - Il Presidente del Consiglio Giuseppe Conte e il Ministro delle infrastrutture e dei trasporti Danilo Toninelli inaugurano lo stabilimento "Fincantieri Infrastructure" nel quale viene effettuato il taglio della prima lamiera per la ricostruzione del ponte di Genova.
- 20 marzo - Il Senato della Repubblica nega l'autorizzazione a procedere in giudizio ai sensi dell'art. 96 della Costituzione nei confronti del Ministro dell'Interno Matteo Salvini in riferimento al caso Diciotti con 237 voti favorevoli e 61 contrari.
Nello stesso giorno il Consiglio dei Ministri delibera la nomina di Laura Castelli e Massimo Garavaglia a viceministri dell'economia e delle finanze.
- 21 marzo - Il Senato della Repubblica respinge con 159 no, 102 sì e 19 astenuti la mozione di sfiducia proposta dal senatore Marcucci (PD) e con 157 no, 110 sì e 5 astenuti quella proposta dalla senatrice Bernini (FI), entrambe nei confronti del Ministro delle Infrastrutture e dei Trasporti Danilo Toninelli.
- 23 marzo - Il Presidente del Consiglio Giuseppe Conte accoglie il Presidente della Repubblica popolare Cinese Xi Jinping a Villa Madama. Segue in giornata la firma del memorandum sulla Via della Seta tra Italia e Cina, siglata tra i due Presidenti, e la firma di altri accordi firmati dal Ministro dello sviluppo economico Luigi di Maio e dal corrispondente Ministro Cinese.
- 27 marzo - Approvati definitivamente in Senato con 150 sì, 107 no e 7 astenuti il reddito di cittadinanza e quota 100.
- 28 marzo - Il Senato della Repubblica approva definitivamente la conversione del disegno di legge concernente modifiche al codice penale e altre disposizioni in materia di legittima difesa (Già approvato dal Senato e modificato alla Camera) con 201 voti favorevoli, 38 contrari e 6 astenuti.

#### Aprile
- 4 aprile - Si svolge il Consiglio dei Ministri, in cui viene deliberato il "Decreto Crescita".
- 9 aprile - Si svolge il 54º Consiglio dei Ministri, in cui viene deliberato il Def (Documento di Economia e Finanza).
- 18 aprile - Si svolge a Reggio Calabria il 55º Consiglio dei Ministri nel quale si deliberano il Decreto Calabria, concernente misure emergenziali per il servizio sanitario della Regione Calabria e altre misure urgenti in materia sanitaria, e il Decreto Sblocca Cantieri concernente li rilancio del settore dei contratti pubblici, per l’accelerazione degli interventi infrastrutturali, di rigenerazione urbana e di ricostruzione a seguito di eventi sismici. Lo stesso entra in vigore nella giornata successiva con la pubblicazione in Gazzetta Ufficiale.
- 23 aprile - Si svolge il 56º Consiglio dei Ministri che approva in tarda nottata il Decreto Crescita (seconda deliberazione) concernente misure urgenti per la crescita economica ed interventi in settori industriali in crisi. Segue in mattinata l'incontro tra Giuseppe Conte e Marco Bussetti con i sindacati provenienti dal mondo della scuola nel quale si trova l'accordo per l'assunzione dei precari storici e l'impegno da parte del Governo di individuare le risorse necessarie per il rinnovo dei contratti assicurando un congruo aumento degli stipendi.
- 26 aprile - Il Presidente del Consiglio Giuseppe Conte partecipa al "Belt and Road Forum" a Pechino. Nel corso dei tre giorni in cui si svolge il forum, Conte continua il dialogo con diversi leader internazionali tra cui il Presidente della Repubblica popolare Cinese Xi Jinping e il Presidente della Federazione Russa Vladimir Putin.
- 30 aprile - Il Presidente del Consiglio Giuseppe Conte e i Vice Presidenti Luigi di Maio e Matteo Salvini partecipano al vertice intergovernativo italo-tunisino. Gli accordi siglati prevedono l'interconnessione elettrica, finalizzata per il trasferimento dell'energia elettrica dall'Europa alla Tunisia e ai paesi nordafricani, e il raggiungimento dell'uniformità degli standard europei della comunità della pesca.

#### Maggio
- 1º maggio - In occasione della Festa dei lavoratori il Ministro dell’economia Giovanni Tria riferisce dati occupazionali positivi rilevati dall’ISTAT: da marzo 2018 a marzo 2019, la diminuzione del tasso di disoccupazione giovanile al 30,2%, ai minimi dal 2011, e 114.000 occupati in più.
- 8 maggio - Il Consiglio dei Ministri avvia le procedure per la revoca della nomina di sottosegretario ad Armando Siri indagato per corruzione, su proposta del Presidente Conte. Due giorni dopo il decreto viene firmato e ufficializzato dal Presidente della Repubblica Sergio Mattarella.
- 16 maggio - Il presidente Giuseppe Conte incontra a Palazzo Chigi il comandante del LNA, Khalifa Belqasim Haftar, per far fronte all'involuzione della crisi in territorio libico.
- 30 maggio - Il viceministro alle Infrastrutture e Trasporti Edoardo Rixi in quota Lega, rassegna le dimissioni in seguito alla condanna per le spese pazze in Liguria.
- 31 maggio - Il Ministro dell'economia Giovanni Tria invia la risposta alla Commissione europea in seguito alla lettera di quest'ultima al Governo italiano con cui chiedeva spiegazioni sulla mancata riduzione del debito, secondo gli impegni previsti dal fiscal compact. Nella risposta, a cui è allegata un’analisi di 58 pagine sul debito pubblico italiano, si ribadisce che il disavanzo 2019 "sarà minore di quanto prospettato nelle ultime previsioni" perché da un lato "l'andamento dell'economia e il gettito fiscale hanno finora superato le previsioni del Programma di stabilità". In più "le entrate non tributarie sembrano superare le previsioni e l'utilizzo delle nuove politiche di welfare è, finora, inferiore alle stime sottostanti alla legge di bilancio per il 2019".

#### Giugno
- 3 giugno - Il Presidente Giuseppe Conte tiene a Palazzo Chigi una conferenza stampa riguardante la tenuta del governo. Elenca i provvedimenti adottati nel corso del primo anno di governo e evidenzia il programma da attuare. Chiede ai due vicepresidenti, e leader delle forze politiche della maggioranza, la massima chiarezza, altrimenti è pronto a dimettersi rimettendo nelle mani del Presidente della Repubblica il mandato da lui conferito[100].
- 5 giugno - Il Presidente del Consiglio Giuseppe Conte si reca in Vietnam per due giorni di incontri istituzionali, tra cui il Primo Ministro vietnamita Nguyễn Xuân Phúc[101]. Incontra anche, esprimendo pieno sostegno, diversi imprenditori italiani che hanno sviluppato le proprie aziende nel paese asiatico.
- 11 giugno - Il Consiglio dei Ministri, su proposta del Presidente Giuseppe Conte e del Ministro dell’interno Matteo Salvini, approva il Decreto Sicurezza bis concernente il contrasto dell'immigrazione illegale, il potenziamento dell’efficacia dell’azione amministrativa a supporto delle politiche di sicurezza e il contrasto alla violenza in occasione di manifestazioni sportive.[102]
- 13 giugno - La Camera dei Deputati approva definitivamente il disegno di legge: S. 1248 - Conversione in legge, con modificazioni, del decreto-legge 18 aprile 2019, n. 32, recante disposizioni urgenti per il rilancio del settore dei contratti pubblici, per l'accelerazione degli interventi infrastrutturali, di rigenerazione urbana e di ricostruzione a seguito di eventi sismici (già approvato dal Senato) (A.C. 1898) detto sblocca cantieri con 259 voti favorevoli, 75 contrari e 45 astenuti.
- 17 giugno - Il Vicepresidente del Consiglio Matteo Salvini è ricevuto negli Stati Uniti dal Segretario di Stato Mike Pompeo e dal Vicepresidente degli Stati Uniti Mike Pence.
- 19 giugno - Il Senato della Repubblica ha approvato in via definitiva il dl Sanità Calabria contenente misure emergenziali per il servizio sanitario della Regione Calabria e altre misure urgenti in materia sanitaria. Inoltre, nell'ambito della nuova legislatura, il Presidente Conte scrive una lettera agli altri 27 membri dell'Unione Europea, al Presidente della Commissione Europea Jean-Claude Juncker e al Presidente del Consiglio Europeo Donald Tusk contenente molti temi tra cui la necessità di riformare le regole europee, ormai ritenute obsolete, la collaborazione tra gli stati membri per l'immigrazione e le prospettive di crescita economica dell'Italia.
- 20 e 21 giugno - Il Presidente del Consiglio partecipa al Consiglio Europeo a Bruxelles per discutere le nuove nomine europee e il quadro economico italiano.
- 27 giugno - Il Senato della Repubblica  approva definitivamente il decreto legge 30 Aprile 2019 n. 34, detto Crescita, contenente misure fiscali per la crescita economica, norme per il rilancio degli investimenti privati, disposizioni per la tutela del made in Italy e ulteriori interventi per la crescita con 158 sì, 104 no e 15 astenuti.
- 28 e 29 giugno - Il Presidente del Consiglio Giuseppe Conte prende parte al G20 Osaka Summit in Giappone nel quale si è discusso principalmente, tra i rispettivi leader politici, dei cambiamenti climatici, del futuro del lavoro tra la digitalizzazione e l'intelligenza artificiale ed infine il commercio internazionale.

#### Luglio
- 1º luglio - l'Istat pubblica i nuovi dati dell'occupazione relativamente al mese di maggio. Il numero di occupati aumenta di 67.000 unità, raggiungendo il picco da oltre 40 anni, mentre il tasso di disoccupazione scende al 9,9%, ai minimi dal 2012.
- 2 luglio - Il Presidente del Consiglio Giuseppe Conte vola nuovamente a Bruxelles per le nomine ai vertici delle istituzioni UE. Vengono elette Ursula von der Leyen alla presidenza della Commissione europea e Christine Lagarde al vertice della Banca centrale europea. Successivamente il Presidente del Consiglio annuncia in conferenza stampa che all'Italia spetteranno una Vicepresidenza della Commissione e un commissario economico europeo di alto profilo.
- 3 luglio - Il Presidente del Consiglio Giuseppe Conte scongiura nuovamente la procedura d'infrazione. La Commissione Europea ha valutato positivamente il quadro dei conti pubblici per il 2019, che è stato certificato con l'assestamento di bilancio approvato dal Consiglio dei Ministri.
- 4 luglio - Il Presidente del Consiglio riceve, a Palazzo Chigi prima e a Villa Madama poi, il presidente della Federazione Russa Vladimir Putin. I due leader hanno approfondito diverse questioni di politica internazionale come le crisi nazionali di Libia, Siria, Ucraina e Venezuela e hanno ribadito la cooperazione tra i due rispettivi paesi in ambito culturale e scientifico.
- 10 luglio - Lorenzo Fontana riceve l'incarico di nuovo ministro per gli affari europei, lasciando la guida del Dipartimento per le politiche della famiglia ad Alessandra Locatelli, che giura lo stesso giorno dinanzi al Presidente della Repubblica Sergio Mattarella.
- 17 luglio -  Il Senato della Repubblica approva definitivamente il ddl n. 1200 detto "Codice Rosso" concernente modifiche al codice penale, al codice di procedura penale e altre disposizioni in materia di tutela delle vittime di violenza domestica e di genere con 197 sì e 47 astenuti.
- 24 luglio - Il Presidente del Consiglio riferisce nell'aula di Palazzo Madama alcune precisazioni sui presunti finanziamenti russi alla Lega.

#### Agosto
- 2 agosto - Il Presidente del Consiglio riceve a Palazzo Chigi la Presidente della Commissione Europea eletta Ursula von der Leyen. Nella prospettiva di una nuova legislatura europea si discute della ricerca di fonti sostenibili contro i cambiamenti climatici, la gestione dei flussi migratori e il ruolo dell'Italia nelle importanti decisioni comuni dell'Unione europea.
- 5 agosto - Il Senato della Repubblica approva il Decreto Cultura e la fiducia richiesta dal Governo riguardante il Decreto Sicurezza bis con 160 voti favorevoli, 21 astenuti e 57 contrari.
- 7 agosto - Il Senato della Repubblica approva quattro mozioni (presentate da Partito Democratico, +Europa, Forza Italia e Fratelli d'Italia) a favore della realizzazione della ferrovia ad alta velocità Torino-Lione e respinge (con 110 voti favorevoli e 181 voti contrari) la mozione del Movimento 5 Stelle contrario all'opera. Viene preclusa una sesta mozione di Sinistra Italiana contraria all'opera.
- 8 agosto - La Lega esce dalla maggioranza e chiede il ritorno alle urne. Il Presidente del Consiglio è ricevuto al Quirinale dal Presidente della Repubblica Mattarella per fare il punto sulla crisi.[103]
- 9 agosto - La Lega presenta al Senato una mozione di sfiducia nei confronti del governo.[104]
- 14 agosto - Il presidente Conte e una delegazione di Ministri si reca a Genova per partecipare alla cerimonia commemorativa per l'anniversario del crollo del Ponte Morandi.

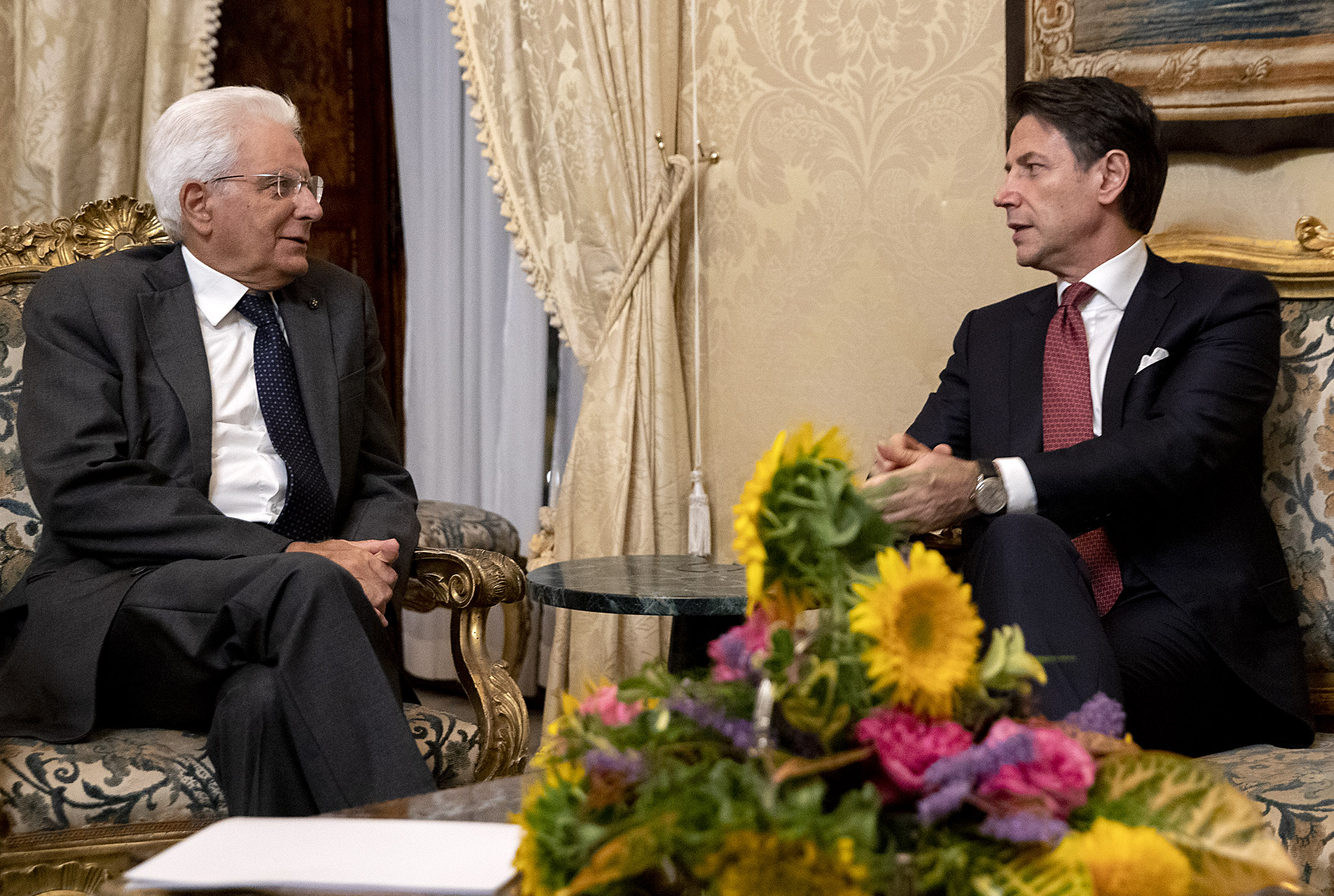
Conte rassegna le dimissioni

- 20 agosto - Il presidente Conte riferisce in Senato sulla crisi; in seguito a un acceso dibattito parlamentare, nonostante il ritiro della mozione di sfiducia da parte della Lega durante la seduta, Conte lascia Palazzo Madama e sale al Quirinale, dove rassegna le dimissioni al Presidente della Repubblica, rimanendo in carica per il disbrigo degli affari correnti.[11]
- 21 e 22 agosto - Dopo le dimissioni del Presidente del Consiglio, il presidente della Repubblica Sergio Mattarella ha svolto le consultazioni al Quirinale con il presidente emerito Napolitano, i presidenti del Senato e della Camera Casellati e Fico e i rappresentanti dei gruppi parlamentari. Alla fine delle consultazioni, il capo dello stato ha annunciato che ne svolgerà ulteriori, per appurare la presenza di una maggioranza in parlamento per formare un governo senza ricorrere al voto anticipato.
- 24, 25 e 26 agosto - Il presidente dimissionario Giuseppe Conte prende parte al G7 in Francia a Biarritz.[105]
- 29 agosto - Il Presidente della Repubblica Sergio Mattarella, al termine del secondo giro di consultazioni al Quirinale con i rappresentanti delle istituzioni e dei partiti politici, conferisce a Conte l'incarico di formare il nuovo governo. Conte accetta con riserva.

#### Settembre
- 4 settembre - Il presidente incaricato Conte scioglie positivamente la riserva al Palazzo del Quirinale, indicando la squadra di governo.
- 5 settembre - Con il giuramento del Governo Conte II termina ufficialmente il Governo Conte I.